# فرد چندلر
فرد چندلر (انگلیسی: Fred Chandler; ۲ اوت ۱۹۱۲ – سپتامبر ۲۰۰۵ (aged 93)) بازیکن فوتبال اهل بریتانیا بود.
از باشگاه‌هایی که در آن بازی کرده‌است می‌توان به باشگاه فوتبال پورتسموث، باشگاه فوتبال سوئیندون تاون، باشگاه فوتبال کرو آلکساندرا، باشگاه فوتبال ردینگ، باشگاه فوتبال بلکپول، و باشگاه فوتبال نیوپورت (جزیره وایت) اشاره کرد.